# Альдрете, Адриан
Адриан Алексей Альдрете Родригес (исп. Adrián Alexei Aldrete Rodríguez; родился 14 июня 1988 года в городе Гвадалахара, Мексика) — мексиканский футболист, полузащитник клуба «УНАМ Пумас». Ранее играл в составе сборной Мексики.

## Клубная карьера
Альдрете — воспитанник футбольной академии клуба «Монаркас Морелия». В возрасте 17 лет он из-за высокой конкуренции перешёл на правах аренды в «Дорадос де Синалоа». 21 января 2006 года он дебютировал в мексиканской Примере в поединке против Атланте. После вылета «Дорадос» из высшего дивизиона Адриан вернулся в «Монаркас», где вскоре завоевал место в основном составе команды. Несмотря на регулярное место в основном составе, он не показывал выдающихся результатов. 30 января 2010 года в поединке против «Сан-Луиса» Альдрете забил свой первый мяч за клуб. В том же году он в составе клуба выиграл Североамериканскую суперлигу. В сезоне Клаусуры 2011 Альдрете выиграл с командой серебряные медали чемпионата Мексики.
Летом 2012 года Адриан перешёл в столичную «Америку». Сумма трансфера составила 2,5 млн долларов. 22 июля в матче против «Монтеррея» он дебютировал за новую команду. В 2013 году Альдрете помог Америке стать чемпионом страны.
Летом 2014 года он перешёл в «Сантос Лагуна». 20 июля в матче против «Веракрус» Адриан дебютировал за новую команду. 11 апреля 2015 года в поединке против «Чьяпас» Альдрете забил свой первый гол за клуб. В том же году он во второй раз подряд стал чемпионом страны. Летом 2016 года Адриан перешёл в «Крус Асуль». 17 июля в матче против «Некаксы» он дебютировал за новую команду. 20 ноября в поединке против «Леона» Альбрете забил свой первый гол за «Крус Асуль».

## Международная карьера
В 2005 году в составе юношеской сборной Мексики Адриан выиграл юношеский чемпионат мира. 22 августа 2007 года в товарищеском матч против сборной Колумбии Альдрете дебютировал за сборную Мексики.
Летом 2015 года Адриан попал в заявку на участие Кубке Америки в Чили. На турнире он сыграл в матчах против сборных Боливии и Чили.

## Достижения
Командные
 «Монаркас Морелия»
- Североамериканская суперлига — 2010

 «Америка»
- Чемпионат Мексики по футболу — Клаусура 2013

 «Сантос Лагуна»
- Чемпионат Мексики по футболу — Клаусура 2015

Международные
 Мексика (до 17)
- Юношеский чемпионат мира — 2005